# Staafjesiepenmos
Staafjesiepenmos (Zygodon conoideus) is een bladmos uit het geslacht iepenmos (Zygodon). Zygodon-soorten worden meestal pas thuis op naam gebracht na microscopische controle van de broedkorrels. De meestal donkergroene kleur en de rechte, relatief brede bladen zijn vrij betrouwbare kenmerken in het veld.

## Determinatie

### Uiterlijke kenmerken
Het vormt kleine (meestal tot 1 cm hoog), lichtgroene plukjes en plekken. De kort puntige bladeren worden bij vochtig weer onder een wijde hoek van de stengel gehouden, waardoor de planten een kenmerkend nette uitstraling hebben. Droge bladeren worden licht gedraaid en platgedrukt tegen de stengel, waardoor de uitstraling van de scheuten aanzienlijk verandert. Bladeren zijn typisch 1,5 tot 2 mm lang, geaderd, het breedst bij het midden, en smal vrij abrupt aan het uiteinde. Gemmae worden normaal gesproken geproduceerd tussen de bladoksels, maar zijn alleen waarneembaar onder een microscoop. Sporenkapsels zijn zeldzaam bij echt iepenmos, ze zijn bleekgeelbruin, eivormig, gedragen op een seta van 6 tot 10 mm lang, en worden geproduceerd in de lente en zomer.

### Microscopische kenmerken
De distale bladcellen zijn 9–14 µm breed, met 2–4 kleine, knotsvormige papillen per cel, enigszins dikwandig. De basale bladcellen bleekgeel, subvierkantig tot kort- rechthoekig. De gemmae zijn cilindrisch tot fusiform en hebben 4 tot 7 horizontale, maar geen longitudinale septen.

## Ecologie
Staafjesiepenmos wordt vooral aangetroffen op bomen en struiken met een eutrofe schors, zoals wilg, populier, vlier en ook wel jonge eiken, vaak op luchtvochtige plaatsen. Op beuk prefereert het voedselrijke bastwonden.

### Syntaxonomie
In de syntaxonomie geldt staafjesiepenmos als kensoort voor de boomsterretje-associatie.

## Verspreiding
Voor 1985 is staafjesiepenmos zeer zelden verzameld. Sindsdien lijkt de soort zich sterk uit te breiden en momenteel is de soort vrij zeldzaam door het hele land. Staafjesiepenmos is een atlantische soort en kan geprofiteerd hebben van milde winters. 